# Giuseppina Palumbo
Giuseppina Palumbo (Milano, 6 gennaio 1906 – 29 maggio 1989) è stata una politica italiana.

## Biografia
Dopo aver aderito al Partito Socialista Italiano nel 1943, fu attiva nella Resistenza in Lombardia. Successivamente fu segretaria nazionale della Federazione italiana lavoratori abbigliamento, dirigente nazionale dell'Istituto nazionale confederale assistenza e dell'Unione donne in Italia.
Fu eletta senatrice nel 1948 e rieletta nel 1958.